# تريزو تينيلا
تريزو تينيلا هي بلدية في مقاطعة كونيو في منطقة بيدمونت الإيطالية تقع على بعد 50 كيلومتر (31 ميل) جنوب شرق تورينو و 50 كيلومترات شمال شرق كونيو. اعتبارًا من 31 ديسمبر 2004 كان عدد سكانها 350 نسمة وتبلغ مساحتها 10.4 كيلومتر مربع (4.0 ميل2).
تقع تريزو تينيلا على حدود البلديات التالية: ألبا وبرجومال و Castino و Mango ونيفيجلي وتريسو.